# Alemanija
Alemanija ali Alamanija je ime za zgodovinsko območje, na katerem so v pozni antiki in zgodnjem srednjem veku živeli Alemani, germanski narod, po katerem je dobila ime. Ozemlje je obsegalo Švabsko v današnji Nemčiji, Alzacijo v današnji Franciji in vzhodni del Švicarske visoke planote. V 4. in 5. stoletju so ji vladali neodvisni alemanski kralji, a so si njihovo območje v 6. stoletju pokorili Franki in ustanovili vojvodino v frankovski državi. Leta 911 je vojvodina pod Konradom I. postala del Svetega rimskega cesarstva. Od tedaj se bolj uporablja izraz Švabska vojvodina.
Ozemlje ustreza današnjemu območju alemanščine (narečje nemščine), to so francoska Alzacija, nemški Baden in Švabska, nemško govoreča Švica in avstrijski Vorarlberg. 

## Geografija
Alemani so bili potisnjeni južno od svojega prvotnega območja naselitve in so v 5. in 6. stoletju naselili novo ozemlje na obeh straneh Rena. Alemanija pod Franki, nato Švabska vojvodina v Svetem rimskem cesarstvu je pokrivala ozemlje, ki je bilo bolj ali manj nesporno med 7. do 13. stoletjem, razdeljeno v okrožja ali page.
Švabska: Hegowe (Hegau) med Bodenskim jezerom, zgornjo Donavo in Švabsko Juro (Schwäbischen Alb). Perahtoltaspara (Berchtoldsbaar) v zgornji kotlini Neckarja, levo od zgornje Donave skoraj do Ulma, vključno z izvirom Donave. Nekargowe (imenovan po reki Neckar, središče Canstatt). Swiggerstal (sodobni Ermstal), Filiwigawe (Filsgau, imenovan po reki Fils), Trachgowe (Drachgau, v bližini Schwäbisch Gmünda) in Alba (Albuch) med reko Neckar in Donavo. Duria (Duriagau) med Ulmom in Augsburgom.
Albegowe (Allgäu), Keltinstein (med rekama Geltnach in Wertach) in Augestigowe (središče Augsburg) vzdolž Lecha meji proti Bavarski. Rezia (Ries, iz imena rimske province Retija) v severovzhodnem kotu, levo od Donave (središče Nördlingen). Linzgowe (Linzgau) in Argungowe (imenovan po reki Argen) severno od Bodenskega jezera. Eritgau, Folcholtespara (Folcholtsbaar), Rammegowe (Rammachgau) in Illargowe (imenovan po reki Iller, središče Memmingen) na desni strani Donave.
Baden: Brisigowe (Breisgau) vzdolž Zgornjega Porenja nasproti Sundgaua in Mortunova, poznejši Ortenau, vzdolž Zgornjega Porenja nasproti Nordgaua. Alpegowe (Albgau) s središčem pri samostanu svetega Blaža, Črni gozd.
V današnji Franciji (v Alzaciji): Suntgowe (Sundgau) in Nordgowe (Nordgau).
V sodobni Švici: Augestigowe (ozemlje okoli Augsta) in Turgowe (danes Thurgau, ime za Thurt; Zürichgau ločen od Thurgaua v 8. stoletju).
Ozemlje med Alemanijo in Zgornjo Burgundijo je bilo znano kot Argowe (danes Aargau, imenovan po reki Aare). Ustreznost tega območja v Alemaniji ali Zgornji Burgundiji je bilo sporno.
Okrožje Retija Curiensis je bilo vključeno v Alemanijo v zgodnjem 10. stoletju. Obsegalo je Ringowe (Rheingau, imenovan po Renu) in Retio.

## Zgodovina

### Plemenska kraljestva
Prvotno ohlapna konfederacija neodvisnih plemen je kot etnogeneza Alemanov nastala v 3. stoletju.  Med 4. in 5. stoletjem so jim vladali kralji. Leta 496 jih je premagal Klodvik I. v bitki pri Tolbiacu.
Alemani so bili v rimskem imperiju razdeljeni v več kantonov ali goviae (gau), vsak s plemenskim kraljem na čelu, a so se na vojaških odpravah najbrž vsi združili pod vodstvom enega samega kralja.
Nekateri kralji med 4. in 5. stoletjem so znani po imenu. Prvi je bil Krokus (umrl 306). Bil je vojaški voditelj, ki je organiziral napade ob celotnem limesu v 3. stoletju. Hnodomarja (deloval okoli 350) je podpiral Konstancij II. v uporu proti Magnenciju. Hnodomar je bil vodja alemanske vojske v bitki pri Strasbourgu leta 357.
Makrian, Hariobaud, Urius, Ursicinus, Vadomar in Vestralp so alemanski kralji, ki so leta 359 sklenili pogodbe z Julijanom Odpadnikom. Makrian je bil odstavljen na pohodu, ki ga je odredil Valentinijan I. leta 370. Makrian je bil verjetno sodeloval z velikim zavezništvom alemanskih plemen proti Rimu in dobil naslov turbarum rex artifex (kralj in ustvarjalec nemirov).
Rimljani so ustoličili Fraomarja kot Markianovega naslednika, vendar ga Bukinobanti niso sprejeli. Izgnali so ga ter ponovno postavili Makriana, Valentinijan pa jih je poslal s svojimi foederati v vojno proti Frankom. Makrian je bil ubit v boju s Franki v zasedi frankovskega kralja Malobauda.
Gibuld (okoli 470) je zadnji znani kralj Alemanov. Njegov napad pri Passauu je omenjen v življenjepisu svetega Lupusa. Ime njegovega naslednika, ki je bil poražen pri Tolbiacu, ni znano.

### Merovinška vojvodina
Po porazu leta 496 so se Alemani uprli frankovskemu jarmu in prešli pod zaščito Teoderika Velikega Ostrogotskega, vendar so jih po njegovi smrti spet podjarmili Franki (539) pod Teoderikom I. in  Teodebertom I. Nato je Alemanija postala vojvodina v Frankovski državi.
Med vladavino vojvod v 6. in 7. stoletju verjetno niso bili pogosto združeni pod enim vojvodom. Alemani so se najpogosteje pojavljali kot dodatna vojska pri odpravah v Italijo. Vojvodina Alzacija je bila alemanska, vendar so ji vladali frankovski vojvode. Na območju okrog zgornje Donave in reke Neckar je vladala družina Ahalolfing in ne vojvodska hiša, ki je vladala osrednji Alemaniji okoli Bodenskega jezera. Tudi Retiji, čeprav je bila alemanska, so vladali Viktoridi s škofijo Chur.
Alemanija je bila pokristjanjena v 7. stoletju, čeprav verjetno ne tako temeljito kot Frankovska država na zahodu ali Bavarska na vzhodu. Prvi alemanski zakon, Pactus Alamannorum, datira v to obdobje. Rimski škofiji v Strasbourgu in Baslu sta pokrivali Alzacijo in Chur, Retijo. Alemanija sama je imela samo škofijo na vzhodu v Augsburgu (v začetku 7. stoletja). Tam sta bili dve rimski škofiji, Windisch in Octodure, ki sta se že zgodaj preselili v druge kraje (Avenches in Sitten).
Zahodna Alemanija je bila na koncu (7. stoletje) sprejeta v škofijo Konstanca s sodelovanjem škofov iz Chura in merovinških vladarjev. Ustanovitev Konstance je nejasna, čeprav je bila največja škofija v Nemčiji v vsej merovinški in zgodnjekarolinški dobi. Škofije Alemanije, tudi Chur, ki je bila sufragan Milanske nadškofije, so bile v obdobju Karolingov pod pristojnostjo nadškofije v Mainzu .
Po smrti  Dagoberta I. leta 638 je Alemanija kot Bavarska, Akvitanija in Bretanija prekinila vezi s svojimi frankovskimi vladarji in se borila za neodvisnost. Do začetka 8. stoletja  je bila zelo uspešna, ko je vrsta akcij, ki jih je vodil majordom Arnulfing, zmanjšala Alemanijo v frankovsko provinco. V tem obdobju je bila dejansko neodvisna, odločila se je za enega vojvodo, čeprav sta Alzacija in Retija ostali zunaj Alemanije.
Med 709 in 712 se je Pipin Herstalski boril proti vojvodi Lantfridu, ki je bil vodja v Alemaniji. Zavzemal se je za pisanje drugega alemanskega zakona, Lex Alamannorum. Leta 743 sta se Pipin Mali in Karlman borila, da bi se Alemanija zmanjšala. Leta 746 si je Karlman pokoril alemansko plemstvo. Na svetu v Cannstattu so več tisoč alemanskih plemičev na hitro priprli, obsodili in usmrtili zaradi izdaje. Nato so Alemanom vladali Franki in zdi se, da je edino preostalo domače alemansko plemstvo prihajalo iz Alzacije.

### Vladanje Karolingov
Med vladanjem Ludvika Pobožnega je bila težnja po prenovljeni neodvisnosti Alemanije. V 830-ih so to zaznamovala krvava maščevanja med alemanskim in retijskim plemstvom, ki je tekmovalo za oblast na tem območju. Po verdunski pogodbi iz leta 843 je Alemanija postala provinca vzhodnega kraljestva Ludvika, predhodnice Svetega rimskega cesarstva. V sodobnih virih se je imenovala regnum, vendar pa ni nujno, da je bila kraljevina ali podkraljestvo. Včasih pa je tudi bila.
Leta 829 je bila dodeljena Karlu Plešastemu, čeprav ni jasno, ali je bil knez ali kralj. To je bilo gotovo kraljestvo z Alzacijo in Retijo, ko je bila dodeljena Karlu Debelemu pri delitvi Vzhodnofrankovske države leta 876. Pod Karlom je Alemanija postala središče cesarstva, vendar se je po njegovi odstavitvi znašla v nemilosti. Čeprav je bila narodnostno poenotena, so jo še vedno pestili retijsko-alemansko maščevanje in prepiri pod nadzorom cerkve.
Alemanija je v poznem 9. stoletju tako kot Bavarska, Saška in Frankovska zahtevala, da se združijo pod enim vojvodo, vendar pa je imela precej manj uspeha kot Saška in Bavarska. Alemanija je bila ena  mlajših matičnih vojvodstev (stammesherzogtum), vojvodin ali rodovnih vojvodin, ki so bili podlaga za politične organizacije Vzhodnofrankovske države po razpadu karolinške dinastije v poznem 9. in zgodnjem 10. stoletju. V 10. stoletju je plemeniti hiši Alemanije uspela ustanovitev vojvodske dinastije, kot so Otoni storili na Saškem ali Liutpoldinci na Bavarskem, čeprav so Hunfridingi prišli najbližje.
Vojvodina je obsegala okolico Bodenskega jezera, Črni gozd ter levi in desni breg Rena, tudi Alzacijo in dele švicarske planote, ki meji na Zgornjo Burgundijo. Meja z Burgundijo, določena leta 843, je tekla ob spodnjem toku reke Aare, se obrnila v smeri proti jugu ob Renu, potekala proti zahodu Luzerna in čez Alpe po zgornjem toku Rone na prelaz Šentgotard. Na severu je meja potekala od reke Murg (približno 30 km južno od Karlsruheja) do Heilbronna in Nördlinger Riesa. Vzhodna meja je bila pri reki Lech. Argovija  je bilo sporno ozemlje med vojvodino Alemanijo in Burgundijo.
Od 10. stoletja dalje je Alemanija bolj znana kot Švabska vojvodina.

## Zapuščina
Alemanska nemščina ni izginila kot samostojna družina narečij v visoki nemščini. Porazdelitev na podskupini nizka alemanščina in visoka alemanščina zelo ustreza obsegu zgodovinske Alemanije, medtem ko je najvišja alemanščina narečje, ki se je razširilo zunaj svojih mej v visokem srednjem veku. Črta Brunig-Napf-Reuss je kulturna meja visoke alemanščine, ki označuje dele prave Alemanije in marke Argovia med Alemanijo in Burgundijo.
Imena za Nemčijo v sodobni arabščini (ألمانيا), katalonščini (Alemanya), valižanščini (Yr Almaen), kornijščini (Almayn), francoščini (Allemagne), perzijščini (Alman), portugalščini (Alemanha), španščini (Alemania) in turščini (Almanya) izhajajo iz besede Alemanija. Podobno je za besedo "nemško" za jezik in pridevniško obliko iz "Nemčija".